# Christkönig (Roden)

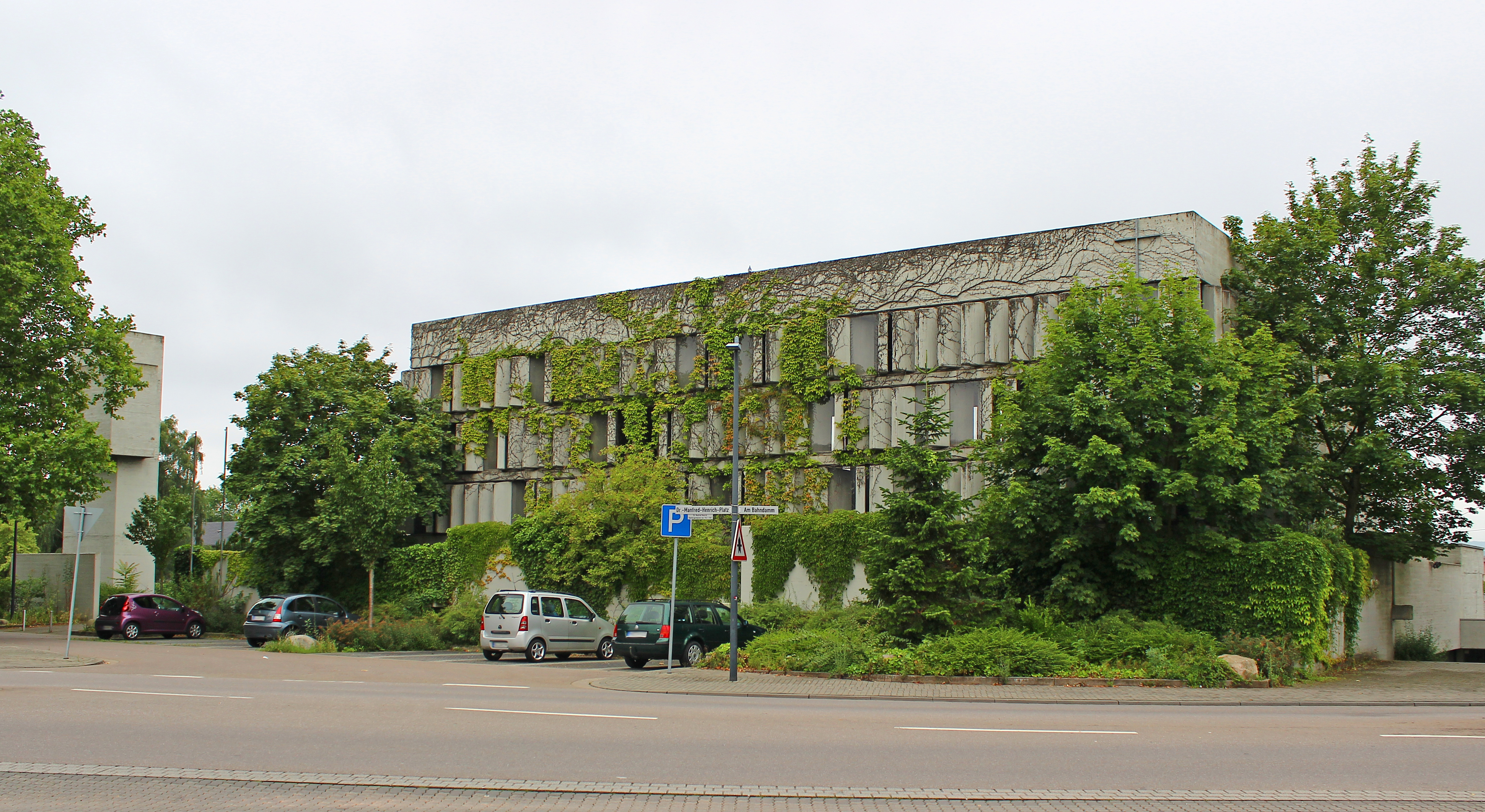
Roden, Christkönig, Seitenansicht des Kirchengebäudes vom Bahnhofsvorplatz aus

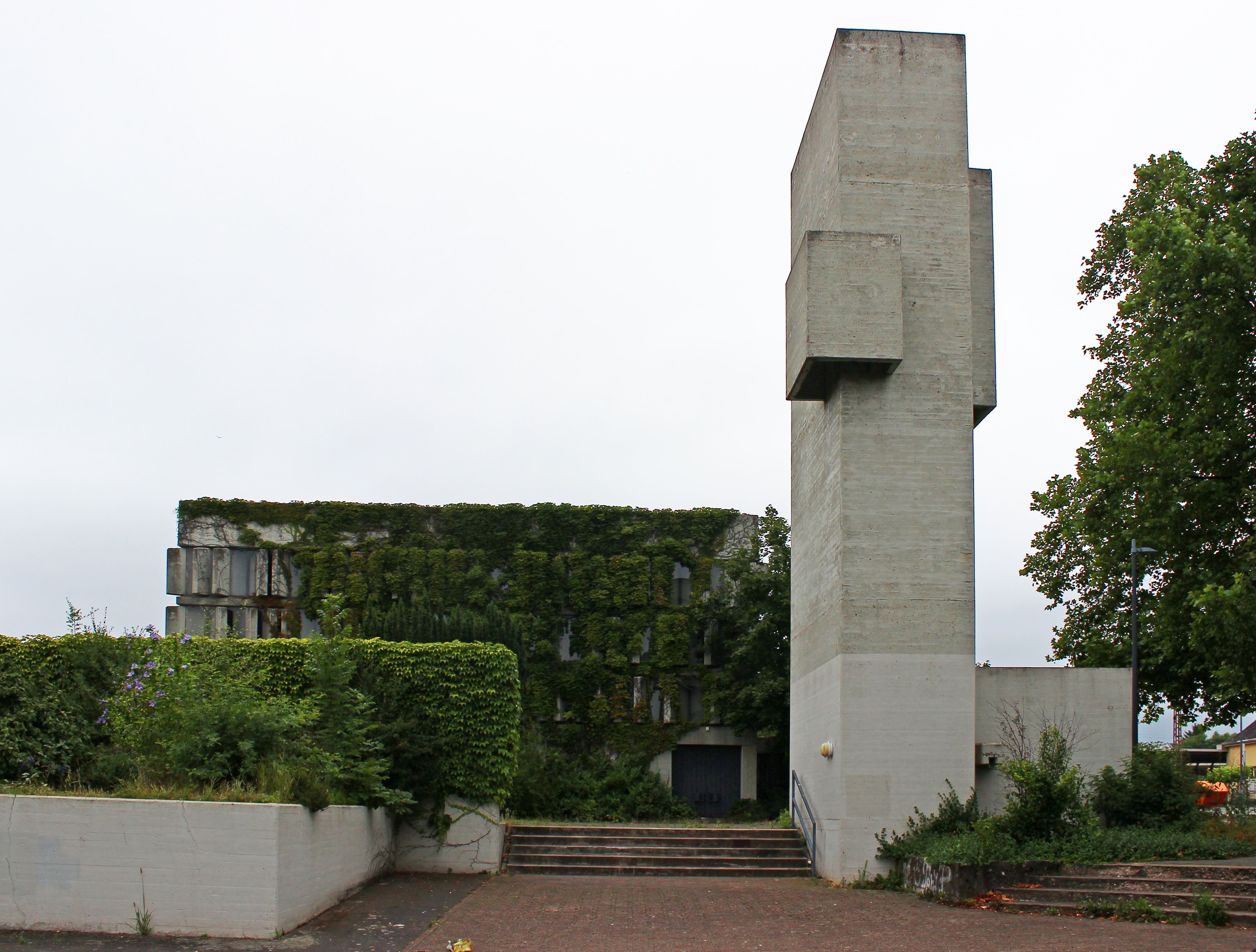
Roden, Christkönig, Turmfront

Die Kirche Christkönig ist eine ehemalige römisch-katholische Kirche im Stadtteil Roden der saarländischen Kreisstadt Saarlouis. In der Denkmalliste des Saarlandes ist die Kirche als Einzeldenkmal aufgeführt.

## Geschichte

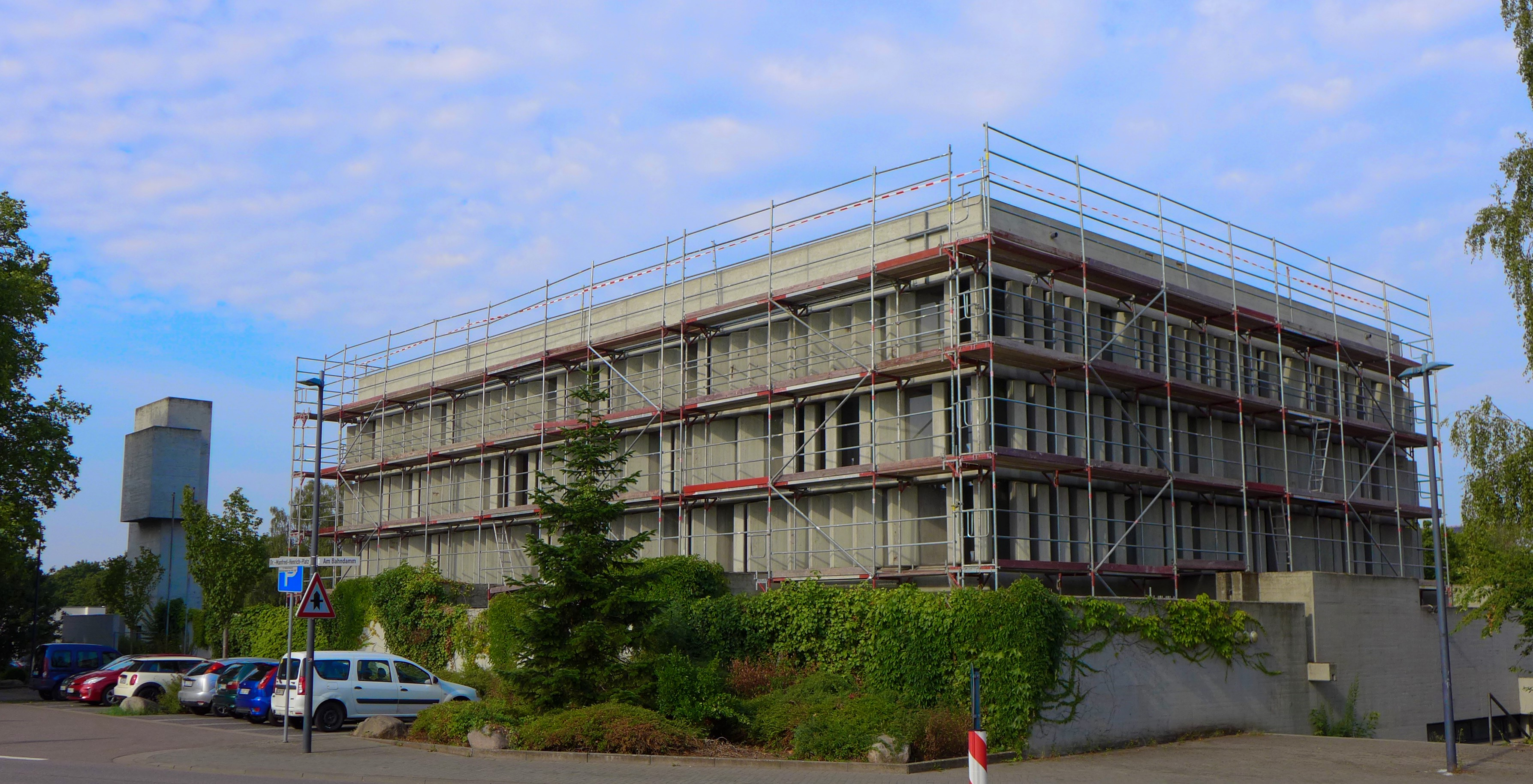
Christkönig (Roden), Ansicht der eingerüsteten Kirche vom Bahnhofsplatz aus, Sommer 2015

Die Kirche ist neben der Rodener Kirche Mariä Himmelfahrt eines von zwei Kirchengebäuden der katholischen Kirche im Stadtteil. Aufgrund der wachsenden Bevölkerung beschloss man 1964 den Bau einer zweiten Kirche. Vor den Bauarbeiten erwarb man dafür per Kauf Grundstücke bzw. durch Schenkung der bestehenden Pfarrgemeinde Maria Himmelfahrt. Die Baukosten trug die Pfarrgemeinde Maria Himmelfahrt; das Projekt finanzierte sich zu einem großen Teil durch Spenden der Gemeinde.
Die Kirche wurde am 26. Oktober 1968 vom Trierer Weihbischof Carl Schmidt geweiht. Im Zuge der Zusammenlegung von Pfarrgemeinden im Bistum ist Christkönig seit 2011 Teil der Pfarrgemeinschaft Saarlouis rechts der Saar. Weitere Kirchen der Gemeinde sind Hl. Dreifaltigkeit (Fraulautern), St. Josef (Fraulautern-Kreuzberg), St. Johannes (Steinrausch), Maria Himmelfahrt (Roden).
Aufgrund der Baufälligkeit des Kirchendaches, welches nur auf die Außenwände sowie auf zwei Pfeiler gestützt ist, wurde die Kirche im Dezember 2008 vom Bistum geschlossen und aus der Gottesdienstordnung der Pfarrei gestrichen.
Pfarrer der Pfarrei Christkönig in Roden waren:
- 1968–1972: Tilmann Haag (1930–1990)
- 1973–1984: Ferdinand Christ (1937–2011)
- 1984–1997:  Elmar Hornschuch (? – 2000)
- 1998–2008: Martin Münster

Im April 2013 wurden das Taufbecken, der Kreuzweg und das Altarkreuz zur weiteren Verwendung in die Steinrauscher Kirche St. Johannes gebracht. 2015 wurde die Kirche durch den Bischof von Trier profaniert.
Zwischenzeitlich wurde darüber diskutiert, ob die Kirche abgerissen werden solle. Dem stand der Denkmalschutz entgegen. Nach einem Entwurf des Architektenbüros Flosundk aus Saarbrücken und in Abstimmung mit dem Architekten Günter Kleinjohann wurde die Kirche zu einer Kindertagesstätte umgebaut, in die auch der schon vorhandene, an die Kirche angebaute Kindergarten einbezogen wurde.

## Kirchengebäude
Die von dem Trierer Architekten Günter Kleinjohann entworfene und 1966 bis 1968 erbaute Kirche zählt zu den Kirchen der Moderne und zeigt deutlich den Baustil der 1960er Jahre. Sie besteht aus 150 Tonnen Betonstahl, 2000 Kubikmeter Stahlbeton, insgesamt wurden beim Bau rund 4500 Kubikmeter Erde bewegt. Die Kirche besteht aus einem ungefähr zwölf Meter hohen Hallengebäude sowie aus einem ebenfalls ungefähr zwölf Meter hohen Glockenturm. Das Kirchengebäude befindet sich am Bahnhofsplatz; der Kirchturm liegt etwa fünf Meter vom Gotteshaus entfernt.
Das Kirchenschiff der Kirche Christkönig besteht aus einem fast viereckigen Betongebäude, welches ab der Höhe von ungefähr drei Metern aus verschieden gesetzten Betonsteinen und durchsichtigem Fensterglas besteht. Die Kirchenbänke waren dunkelbraun mit roten Sitzflächen, bestehend aus einem langen Sitzkissen pro Kirchenbank. Die Kirche besaß eine Kirchenorgel sowie einen recht einfach gebauten Altar. Der Boden besteht aus schwarzem Stein. Der Turm trägt ein elektronisch zu läutendes Glockengeläut von zwei Glocken, welches jedoch keine Uhrzeit schlägt. Ebenso ist keine Kirchturmuhr am Gebäude vorhanden.
Das gesamte Pfarrzentrum Christkönig umfasste bis zum Umbau der Kirche:
- die Kirche mit 400 Sitz- und 200 Stehplätzen
- die Wohnung des Pfarrers
- eine Angestelltenwohnung
- den Kindergarten mit vier Gruppenräumen, einem Gymnastikraum, einen Waschraum und die Personalräume
- den Pfarrsaal
- die Pfarrbücherei (2009 geschlossen)
- einen Raum für unsere älteren Mitbürger und einer kleinen Teeküche
- drei Jugendfreizeiträume und einen Werkraum

## Orgel

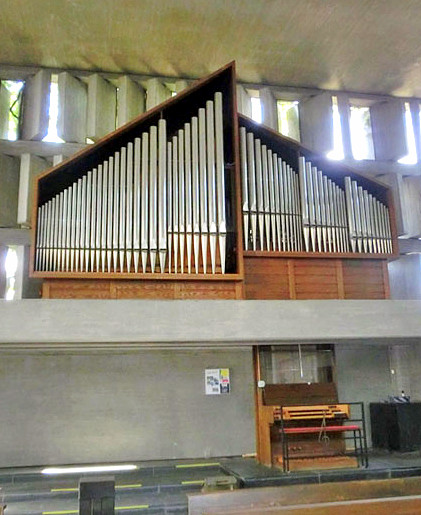
Orgel von Christkönig

Die Orgel von Christkönig wurde im Jahr 1979 von der saarländischen Firma Hugo Mayer Orgelbau erbaut. Nach der Profanierung der Kirche wurde die Orgel ausgebaut, umgearbeitet und 2018 in der Neuapostolischen Kirche Heilbronn-Böckingen eingebaut.
Die Orgel verfügte über eine mechanische Spiel- und Registertraktur, als Windladen wurden Schleifladen verwendet. Die Pfeifen befanden sich in einem dunkel gebeizt und lackiertem Gehäuse aus Eiche.
Das Instrument verfügte über zwei Manuale sowie Pedal und folgende Disposition:
| I Hauptwerk C–g3 |             |    |
| 1.               | Rohrflöte   | 8′ |
| 2.               | Octave      | 4′ |
| 3.               | Waldflöte   | 2′ |
| 4.               | Mixtur 3-4f |    |
| 5.               | Trompete    | 8′ |

| II Positiv C–g3 |                |    |
| 6.              | Holzgedackt    | 8′ |
| 7.              | Blockflöte     | 4′ |
| 8.              | Principal      | 2′ |
| 9.              | Sesquialter 2f |    |
| 10.             | Octävlein      | 1′ |

| Pedal C–f1 |           |     |
| 11.        | Subbass   | 16′ |
| 12.        | Principal | 8′  |

- Koppeln: II/I, I/P, II/P

## Glocken
Die zwei Glocken der Kirche wurden beide am 5. Oktober 1980 vom damaligen Pastor Christ geweiht. Jede der zwei Glocken befindet sich in einem der zwei sich am Turm befindenden Betonklötze.